# Лафорс, Элли
Александра Ли (Элли) Лафорс (англ. Alexandra Leigh "Allie" LaForce; род. 11 декабря, 1988 года) — американская модель, журналист, и победительница конкурса красоты Юная мисс США 2005. Была баскетбольным игроком в колледже в Университете Огайо. В настоящее время, она является репортёром и ведущей телеканала CBS Sports и Turner Sports, где является ведущим репортёром SEC. Репортёр по баскетбольным играм в колледжах, на NBA on TNT и ведущей We Need to Talk на телеканале CBS Sports Network. Работала спортивной ведущей и репортёром в городе Кливленд, штат Огайо, на FOX филиале WJW. В 2011 году, завоевала награду «Эмми» за ведение на телеканале FOX 8 футбольной программы Friday Night Touchdown.

## Биография
В сентябре 2004 года, выиграла титул Юная мисс Огайо. 8 августа 2005 года, представила штат на национальном конкурсе Юная мисс США 2005, проходивший в Батон-Руже. Выходила в стандартных показах — вечернее платье, купальный костюм и интервью. Её мать Леса Лафорс (в девичестве Раммелл) стала Мисс Огайо 1977.
После победы, был заключён контракт с "Trump Modeling Management" и обучение в "School for Film and Television", в городе Нью-Йорк. Была приглашённой гостьей на телеканале NBC, в мыльной опере под названием Страсть. Разъезжала по стране, пропагандируя вред наркотиков и алкоголя.
Окончила Университет Огайо и сыграла пять игр первокурсницей под руководством тренера Семеки Рэндолл в составе женской баскетбольной команды, под названием Ohio Bobcats. Специализировалась на вещательной журналистике. Работала репортёром Sportstime Ohio в 2010 году на футбольном сезоне Mid-American Conference и мужском баскетбольном турнире в 2011 году. А также, в 2011 году освещала баскетбольный чемпионат в Ohio High School Athletic Association.
В апреле 2014 года, было объявлено, что Элли Лафорс заменит репортёра Трейси Вульфсон на SEC on CBS. Работала репортёром NBA TV во время Летней лиги НБА в Лас-Вегасе.
Вышла замуж за игрока Главной лиги бейсбола питчера Джона Смита.